# Mossack Fonseca
Mossack Fonseca é um escritório de advocacia panamenho fundado em 1977, que abriu diversas contas offshores, que se tornaram centro de um escândalo, conhecido como Panama Papers.
Mossack é a quarta maior fornecedora de serviços offshore do mundo e já foi contratada por mais de trezentas mil empresas. Quase metade dos seus clientes está registrada em paraísos fiscais administrados pela coroa britânica, ou no próprio Reino Unido.
Jürgen Mossack, um dos dois sócios da empresa, é de origem alemã e emigrou para o Panamá na década de 1960. O outro sócio é o panamenho Ramón Fonseca Mora.
Em fevereiro de 2017, os dois sócios fundadores da Mossack Fonseca foram presos preventivamente, como parte de investigações relacionadas com a Operação Lava Jato no Brasil.

## Clientes

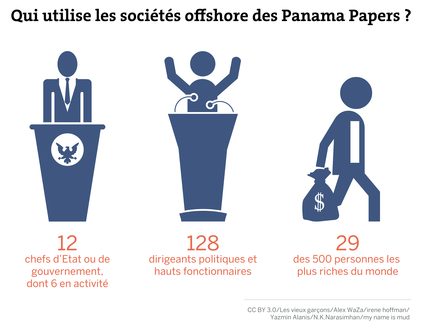
Publicação do jornal Le Monde indicando dados do escândalo Panama Papers.

A operação do escritório internacional de origem panamenha é sustentada por seiscentos colaboradores em 42 países. A Mossack Fonseca opera em paraísos fiscais diversos, como as Ilhas Virgens Britânicas, o Chipre e a Suíça, além de territórios britânicos como Guernsey, Jersey e Isle of Man.
De acordo com o jornal alemão Süddeutsche Zeitung, o escritório de advocacia panamenho teve como clientes vários traficantes e empresas punidas na Europa e Estados Unidos. De acordo com o jornal, entre os clientes do Mossack Fonseca estavam traficantes de droga do México, Guatemala e Europa do Leste. Também aparecem na lista um possível financista do movimento xiita libanês Hezbollah, várias pessoas que apoiaram os programas nucleares do Irã e Coreia do Norte e dois supostos aliados do presidente de Zimbábue Robert Mugabe.
Dentre os clientes, ainda estão 29 bilionários listados pela Forbes, 128 ocupantes ou ex-ocupantes de cargos eletivos ou públicos, e 61 pessoas próximas ou parentes de chefes de estado ou governo.

## Panama Papers
Em abril de 2016, a Mossack foi envolvida no escândalo da Panama Papers, documentos que revelam que diversas pessoas governamentais e personalidades diversas possuem contas secretas em offshores.